# Фарго (Џорџија)
Фарго (енгл. Fargo) град је у америчкој савезној држави Џорџија. По попису становништва из 2010. у њему је живело 321 становника.

## Демографија
Према попису становништва из 2010. у граду је живело 321 становника, што је 59 (15,5%) становника мање него 2000. године.
| Група             | 2000.       | 2010.       |
| Белци             | 301 (79,2%) | 243 (75,7%) |
| Афроамериканци    | 72 (18,9%)  | 62 (19,3%)  |
| Азијати           | 0 (0,0%)    | 0 (0,0%)    |
| Хиспаноамериканци | 2 (0,5%)    | 5 (1,6%)    |
| Укупно            | 380         | 321         |